# Distretto di Máncora
Il distretto di Máncora  è uno dei sei distretti della provincia di Talara, in Perù. Si trova nella regione di Piura e si estende su una superficie di 100,19 chilometri quadrati.

Istituito il 14 novembre 1908, ha per capitale la città di Máncora; nel censimento 2005 si contava una popolazione di 8.570 unità.